# Unije
Unije (en croata: Otok Unije) es una isla en Croacia. Es parte del archipiélago de Cres-Lošinj, que está situado en la parte norte del Mar Adriático. Unije es la tercera isla más grande del archipiélago. Posee 16,92 kilómetros cuadrados (6,53 millas cuadradas) de superficie, con numerosas bahías y playas. Las colinas bajas colindan con la costa y están cubiertas de árboles mediterráneos macchia de hoja perenne y árboles de olivo.
El único asentamiento lleva su mismo nombre. Se trata de una típica aldea agrícola y pesquera que contiene 280 casas. Las casas están situadas en una suave pendiente situada en la cala occidental de la isla. Debido a su apertura, el puerto de Unije no proporciona un buen refugio durante las tormentas fuertes, especialmente las procedentes del oeste y noroeste.